# Histoire du mot pédérastie
La pédérastie (du grec ancien παιδ- paid- « enfant mâle, garçon » et ἐραστής erastès « amant ») désigne à l'origine une institution morale et éducative de l'Antiquité bâtie autour de la relation particulière entre un homme mûr et un jeune garçon. Le mot pédérastie n'est attesté en langue française qu'à partir de la fin du XVIe siècle. Il a très vite connu une série d'évolutions sémantiques qui l'ont considérablement éloigné de son sens d'amour des garçons. Quasiment abandonné au début du XXIe siècle, il est peu à peu réintroduit avec le sens de préférence sexuelle d'un homme adulte pour les garçons adolescents".

## XVIesiècle
D'origine païenne, le mot pédérastie fit son apparition dans le dernier quart du siècle sous la plume de Jean Bodin. La redécouverte de la culture antique, et notamment de Platon, fut  l'occasion d'un renouveau artistique et philosophique de première importance dans l'histoire des sociétés européennes. Selon Jean-Claude Féray, « la Renaissance (…) souffla une brise fraîche, empreinte de paganisme, une brise qui embaumait l'Éros garçonnier, sur les miasmes scolastiques du péché contre nature ou du vice sodomique ». Il est clair à la lecture de ses œuvres que Rabelais, par exemple, s'amusait de l'homosexualité et ne s'en choquait jamais (voir notamment le passage sur la "duplicité braguettine", Le cinquième livre, XXVII).
Pédérastie resta malgré tout d'un emploi rare et savant, largement devancé par ses prédécesseurs médiévaux sodomie et bougrerie, tous deux d'origine religieuse. 
Au XVIe siècle toutefois, les relations sexuelles impliquant un homme et un garçon (enfant ou adolescent) firent l'objet d'un traitement particulier, qui les distinguait des relations homosexuelles entre adultes. On recourait alors au mot stupre. À cette époque, stupre désignait en effet les relations sexuelles avec une veuve, avec une jeune fille vierge ou avec un garçon.

## XVIIeetXVIIIesiècles
Au XVIIe siècle, un seul dictionnaire de langue française comprend l'entrée pédéraste, défini par le recours au pseudo-synonyme sodomite (Pierre Richelet, Dictionnaire françois contenant les mots et les choses, Genève, 1680).
Au XVIIIe siècle, c'est seulement dans sa quatrième édition, en 1762, que le dictionnaire de l'Académie française accepte pédérastie dans ses entrées : « Passion, amour honteux entre des hommes ».
L'Encyclopédie  de Diderot et d'Alembert (1750-1765) ne mentionne ni le mot ni ce qu'il recouvre. Tout au plus voit-on le sujet évoqué à demi-mot à la fin de l'article Sodomie : « On punit de la même peine ceux qui apprennent à la jeunesse à commettre de telles impuretés ; ils subissent de plus l'exposition au carcan avec un écriteau portant ces mots, corrupteur de la jeunesse ».
Seule une minorité de lettrés continuera à utiliser le terme rare de pédérastie dans son sens étymologique pour désigner l'amour des garçons.
Voltaire, en particulier, écrit dans son Dictionnaire philosophique un article consacré à l' « Amour socratique » (plusieurs éditions dans les années 1760 ; et voir surtout l'article « Amour nommé socratique » dans les Questions sur l'Encyclopédie). On y relève (dans l'article initial) quatre occurrences du mot pédérastie.
« Souvent, explique Voltaire, un jeune garçon, par la fraîcheur de son teint, par l'éclat de ses couleurs, et par la douceur de ses yeux, ressemble pendant deux ou trois ans à une belle fille ; si on l'aime, c'est parce que la nature se méprend : on rend hommage au sexe, en s'attachant à ce qui en a les beautés ; et quand l'âge a fait évanouir cette ressemblance, la méprise cesse. » « Ces amusements ont été assez communs entre les précepteurs et les écoliers, note-t-il encore. Les moines chargés d'élever la jeunesse ont toujours été un peu adonnés à la pédérastie. C'est la suite nécessaire du célibat auquel ces pauvres gens sont condamnés. » Plus loin : « L'amour des garçons était si commun à Rome, qu'on ne s'avisait pas de punir cette turpitude dans laquelle presque tout le monde donnait tête baissée », « on s'attachait à un jeune homme, au sortir de l'enfance, pour le former, pour l'instruire, pour le guider ; la passion qui se mêlait à ces amitiés, était une sorte d'amour, mais d'amour pur. C'est seulement sous ce voile, dont la décence publique couvrait les vices, qu'ils étaient tolérés par l'opinion. (…) Ce vice est très rare parmi nous, et il y serait presque inconnu sans les défauts de l'éducation publique. »
Jeremy Bentham est souvent présenté comme l'un des tout premiers auteurs britanniques à avoir milité pour la dépénalisation de l'homosexualité au sens actuel, avec son Essai sur la pédérastie (1785). En réalité, il employait bien pédérastie en accord avec son étymologie : « Tous les documents que les Anciens nous ont laissés sur ce sujet (…) s'accordent en ceci que ce n'est durant que très peu d'années de sa vie qu'un mâle continue à être un objet de désir, même pour ceux dans lesquels l'infection de ce goût est la plus forte. »

## XIXesiècle
En même temps que le XIXe siècle voyait se répandre le mot pédérastie, le mot continua à perdre au fil du siècle sa signification première.
En 1835, la sixième édition du dictionnaire de l'Académie française marquait une spectaculaire régression dans la définition donnée à pédérastie : « Vice contre nature ».
Le Dictionnaire des dictionnaires publié sous la direction de Paul Guérin fut le premier à comprendre une définition du mot pédérastie qui fît référence aux garçons : « Passion criminelle d'un homme pour un jeune garçon ou des hommes entre eux. »
Les autres dictionnaires lui emboîtèrent alors le pas. Le glissement sémantique continua pourtant à s'opérer vers le sens d'amour ou de rapports sexuels entre hommes. Quant au pédéraste, il était généralement défini comme « Adonné à la pédérastie ». Dans tous les cas, les lexicographes affichaient dans leurs définitions mêmes leur condamnation morale de ce désir et de ces pratiques sexuelles (condamnation réelle ou feinte, quoi qu'il en soit attendue). 
Quelques personnalités osèrent s'exprimer au sujet de la pédérastie d'une tout autre manière, tel Proudhon (1809-1865) :
« Pourquoi nous étonner si fort, après tout, d'un attachement qui a des racines dans la nature même ? Ne savons-nous pas qu'il existe entre l'adolescent et l'homme fait une inclination réciproque, qui se compose de mille sentiments divers et dont les effets vont bien au-delà de la simple amitié ? » (De la justice dans la révolution et dans l'Église)
« Tous, nous aimons à voir, à caresser les jeunes garçons, quand leur figure a de l'attrait. La pédérastie vient bien moins, comme on l'imagine, de la privation ou de l'abus des jouissances conjugales, que de cette vague intuition de la beauté masculine, qui éprend tout à coup le cœur inattentif d'un incompréhensible amour. » (Carnets, Tome 3)
Proudhon fut pourtant aussi un virulent pourfendeur de la pédérastie. Mais employait-il alors ce terme toujours dans le même sens ou bien dans celui qui finissait par s'imposer, à savoir celui de relations sexuelles entre hommes ?
Dans la seconde moitié du siècle, le discours médico-légal restreignit encore ce dernier sens à celui de coït anal entre hommes, puis à celui de coït anal tout court, et cet emploi à contresens du mot pédérastie finit par devenir des plus communs.
Les relations décrites impliquaient le plus  souvent des partenaires masculins, indépendamment d'une éventuelle différence d'âge, mais parfois aussi des partenaires de sexe opposé (« pédérastie conjugale » in Brouardel, « Sodomie conjugale », Gazette des Hôpitaux, 1887 ou encore « La pédérastie se pratique aussi par l'homme sur la femme » (Dr Auguste Lutaud) dans l'article PÉDÉRASTIE in Dr Paul Labarthe et all., Dictionnaire populaire de médecine usuelle d'hygiène publique et privée, 1887), voire d'espèces différentes (« la pédérastie  entre le chien et l'homme » in Annales d'Hygiène publique et de médecine légale, 1888). 
Ce sens particulier était tellement présent dans les esprits que certains comme le médecin légiste prussien Johann Ludwig Casper (1796-1864) jugeaient nécessaire d'ajouter des qualificatifs lorsqu'ils décrivaient une activité homosexuelle sans coït anal (« pédérastie masturbatoire »). Parfois, pour décrire le cas d'hommes ayant eu des relations sexuelles avec des garçons sans pénétration anale, on utilisait les mots inverti ou inversion sexuelle mais ni ceux de pédéraste ou de pédérastie. Le comble du paradoxe fut atteint chez Krafft-Ebing, qui crut bon de préciser, à propos d'un homme trouvant plaisir à pratiquer des échanges masturbatoires avec des garçons de treize à quatorze ans dont il était amoureux, qu'il « détestait la pédérastie » (Psychopathia sexualis, avec recherches spéciales sur l'inversion sexuelle, traduction de la huitième édition allemande, 1895). Au lieu de remettre en question le biais pris par le mot pédérastie dans le langage médico-légal, Casper en défendit la pertinence, au mépris du sens étymologique, mais conforté par l'usage : « Déjà le nom, amour pour les jeunes garçons, que l'on trouve dans les anciens auteurs, n'est pas exact, car nous citerons dans les observations des cas où les désirs sexuels ont été assouvis entre individus mâles d'un âge avancé. » (Traité pratique de médecine légale, 1862).
Si cette définition qui avait cours dans le milieu médico-légal pouvait apparaître dans un petit nombre de dictionnaires spécialisés (médecine et sexologie), elle n'a jamais figuré dans aucun dictionnaire universel de langue française. Et tandis que les médecins légistes continuaient à assimiler l'un à l'autre pédérastie et coït anal, écrivains ou lettrés furent plusieurs à utiliser le mot pédérastie dans son sens étymologique d'amour des garçons (Nicolas Blondeau, Dictionnaire érotique latin-français, 1885).
Pour échapper aux confusions de l'époque, d'autres auteurs préférèrent toutefois exhumer le mot philopédie, utilisé dans certaines traductions littérales du grec, et en dériver philopède et philopédique. D'autres encore recouraient plutôt à l'expression d'amour grec pour désigner la passion amoureuse de certains hommes pour des garçons. Expression à rapprocher de l'anglais boylove et de l'allemand Knabenliebe, plus explicites.
Le XIXe siècle vit par ailleurs le développement de la police des mœurs, en réponse aux problèmes liés à une urbanisation croissante. En France, le discours policier associa alors rapidement pédérastie et prostitution homosexuelle (sans considération de l'âge des prostitués). Il est surprenant de voir survivre ce sens au moins jusqu'en 1999 sous la plume de sexologues canadiens (restreint toutefois à la prostitution impliquant des mineurs) : « À l'encontre, la pédérastie est plutôt le fait de rechercher la prostitution infantile. La pédérastie est bien établie dans le cadre d'un commerce où il y a argent en échange des faveurs obtenues.» (Elysa (site canadien sur la sexualité humaine, participant au Réseau canadien de la santé - Canadian Health Network), 1999).
En réaction au discours-médical et policier centré sur le corps et l'infamie naquit dans les années 1860 le concept d'Homosexualität, terme forgé en 1868 par le Hongrois germanophone Karl-Maria Kertbeny (1824-1882). Le discours médical tenta d'y substituer son concept d'inversion sexuelle, calqué sur celui d'homosexualité mais cherchant à s'en démarquer par la référence à une norme sexuelle. En vain. Le recours de plus en plus fréquent aux notions d'homosexualité ou d'inversion sexuelle aurait pu se traduire par la disparition progressive du terme pédérastie.

## XXesiècle
Le discours scientifique ne recourra presque jamais plus à pédérastie ou à pédéraste. Même lorsque se voyait abordé le sujet de l'amour des garçons chez les Grecs anciens, on recourait dans la première moitié du XXe siècle plus volontiers à l'expression d'« homosexualité grecque ».
Parallèlement, le substantif pédéraste survivait dans la littérature comme synonyme erroné d'homosexuel, auquel il finirait d'ailleurs peu à peu par laisser la place. Dans le langage courant, pédé, qui en découle par apocope, achève de laisser la place à homo et gay/gai, et ne survit plus guère aujourd'hui que comme injure, d'ailleurs souvent sans référence à la sexualité de la personne visée.
Les dictionnaires du XXe siècle cessèrent finalement d'employer un vocabulaire axiologique. Est demeurée toutefois la tendance à associer ce mot à une pratique. Le Larousse illustré et le Dictionnaire du français d'Hachette ont ainsi continué à définir le pédéraste comme « Celui qui s'adonne à la pédérastie ». Le Petit Robert pour sa part persiste aujourd'hui encore à définir la pédérastie comme le « Commerce charnel de l'homme avec le jeune garçon » (en ajoutant « et par ext. Toute pratique homosexuelle masculine »).
Ces définitions, centrées sur la pratique sexuelle, ne permettent pas de penser le phénomène dans son ensemble. Ainsi passés sous silence, l'amour, le désir, les sentiments éprouvés par certains hommes pour un ou plusieurs garçons, et qui peuvent très bien exister indépendamment de toute pratique sexuelle, voient en effet leur existence ignorée sinon niée.
La définition que donne le Petit Larousse illustré du mot pédérastie échappe toutefois en partie à cette critique : « Attirance sexuelle d'un homme adulte pour les jeunes garçons ; relation physique fondée sur cette attirance. » La définition du Dictionnaire du français édité par Hachette en est très voisine : « Attirance sexuelle ressentie par un homme pour les jeunes garçons ; relation physique entre un homme et un jeune garçon. » En séparant attirance et pratique, ces deux dictionnaires offrent une description plus générale de la pédérastie.
Le Grand Larousse universel dans son édition de 1994 marque néanmoins un retour en arrière en évacuant l'idée d'attirance : « Pour un homme, choix d'un jeune garçon ou d'un adolescent comme partenaire sexuel. » Cette définition, en distinguant jeune garçon et adolescent, met par ailleurs en évidence un certain flou terminologique : s'il semble que l'expression de jeune garçon désigne couramment un jeune adolescent, par opposition à petit garçon qui désigne un garçon impubère, on est amené à supposer que jeune garçon doit désigner, pour les auteurs de cette définition, un garçon prépubère (âgé de dix à douze ans en moyenne). La définition du Grand Larousse universel fait donc ainsi se chevaucher partiellement pédérastie et pédophilie (définie comme l'attirance sexuelle d'un adulte pour les individus impubères, âgés de moins de treize ans en moyenne).
En dépit d'une différence fondamentale, les trois dernières définitions citées réduisent chacune la pédérastie à sa composante sexuelle. Les sentiments amoureux sont encore du domaine de l'impensé.
Apparemment, seul se distingue ici le Trésor de la langue française, qui donne pour définition du premier sens de pédérastie : « Attirance amoureuse ou sexuelle d'un homme pour les jeunes garçons, enfant ou adolescent (avec ou sans rapports homosexuels correspondants). » Cette définition inclut totalement la pédophilie masculine homosexuelle, ce qui présente matière à débat, le pais grec n'étant pas un enfant au sens strict du mot.
En résumé, les dictionnaires du XXe siècle ont abandonné les jugements de valeurs encore fréquents au siècle précédent et donnent du mot pédérastie une définition plus conforme à son étymologie et son écolution historique et sémantique. Cette évolution s'explique peut-être par la récupération du terme, au cours du siècle, par les défenseurs de l'amour des garçons, après qu'il eut été abandonné par le milieu médical et judiciaire.
La littérature du début du XXe siècle ne semble pas avoir accordé de spécificité aux relations de type pédérastique. Ainsi le narrateur de Pédérastie active (1907) entretient-il des relations sexuelles aussi bien avec des garçons de douze et quinze ans qu'avec de jeunes hommes. La pédérastie et ce qu'on nomme aujourd'hui homosexualité relèvaient alors d'une même marginalité.
Il semblerait qu'André Gide eût été le premier écrivain à vouloir établir une nette distinction entre les deux concepts. Néanmoins, il reconnut son échec à la fin de sa vie, dans Ainsi soit-il (publié en 1952) : « J'ai tenté pour ma part de faire le départ entre pédéraste selon l'acception grecque du mot : amour des garçons, et les invertis, mais on n'a consenti à n'y voir qu'une discrimination assez vaine, et force m'a été de me replier. »
Henry de Montherlant, bien qu'il eût été lui aussi attiré par les jeunes adolescents, ne voulut jamais s'ouvrir publiquement au sujet de la pédérastie, au contraire de Roger Peyrefitte qui s'exprima souvent sur la question. Pour le premier comme pour le second, la pédérastie impliquait rapports sexuels et coït anal. Pour cette raison, Roger Peyrefitte a pu écrire d'André Gide (qui ne pratiquait pas la sodomie, au sens actuel du terme) qu'il fut « patriarche d'une secte dont il n'était pas ». Il s'agissait là d'une opinion très contestable : tout d'abord, dans le cadre d'une relation sexuelle, quelle qu'elle soit, la sodomie apparaît comme une pratique parmi beaucoup d'autres ; en outre, chez les Grecs, à l'origine du mot pédérastie, c'étaient les rapports intercruraux (intromission du sexe de l'adulte entre les cuisses du garçon) qui étaient, semble-t-il, les plus pratiqués ; enfin, l'existence d'une attirance amoureuse et sexuelle pour les adolescents peut exister indépendamment de toute relation sexuelle effective. La restriction de sens opérée par Roger Peyrefitte tendait ainsi à exclure du champ langagier une multitude d'hommes attirés par les garçons.
Aujourd'hui, seuls quelques écrivains français d'orientation homosexuelle font état de la pédérastie, parmi lesquels Dominique Fernandez.
Quel qu'ait pu être le rôle de ces écrivains, la fréquence de l'emploi erroné de pédéraste et de pédérastie en lieu et place des termes homosexuel et homosexualité n'a cessé de décroître dans la seconde moitié du siècle.
Dans le sillage de l'affaire Dutroux et de la généralisation du traitement médiatique des affaires dites « de pédophilie », on a pu assister en 1998 à une tentative de récupération de pédéraste et pédérastie par deux psychiatres français, Arnaud Martorell et Roland Coutanceau, qui ont choisi de désigner par le terme de pédéraste une personne ayant commis au moins un passage à l'acte de nature sexuelle sur au moins un enfant, préférant réserver le terme pédophile à la personne en prise avec des attirances pédophiliques mais n'étant pas passée à l'acte. Cela n'a en soi rien d'absurde, erastes évoquant effectivement l'agir, au contraire de philes. Cette option terminologique n'en est pas moins contestable, non seulement parce qu'elle fait fi de l'histoire  du mot pédérastie au XXe siècle mais aussi parce qu'aussi bien le mot grec que les discussions platoniciennes ou autres faisaient référence concrètement à des adolescents (de 12 -15 ans à 20 -21 ans) et non à des enfants (voir les travaux de Dover, Fuffière, Marrou et Sergent). Le néologisme pédosexuel, s'il n'est guère heureux sur le plan lexical, permet toutefois d'opérer la distinction souhaitée par ces deux psychiatres sans dévoyer le sens d'un mot préexistant.

## XXIesiècle
On voit que le mot pédérastie a connu une histoire passablement mouvementée et chaotique de sorte qu'aujourd'hui encore son emploi peut entraîner des quiproquos ou donner naissance à un sentiment d'incertitude : est-on sûr d'être compris ou de parler de la même chose que ses interlocuteurs ?
Pour différentes raisons, certains préfèrent donc éviter d'employer ce terme. Les uns pensent qu'il conviendrait de réserver l'emploi du mot pédérastie à l'institution de la Grèce ancienne, et préfèrent parler d'homosexualité pédérastique ou d'homosexualité de type pédérastique pour désigner l'attirance amoureuse et/ou sexuelle que certains hommes éprouvent pour les adolescents. Jean-Claude Féray opte pour une autre solution. Il est l'auteur d'un travail de recherche approfondi sur l'histoire du mot pédérastie dans la langue française, sur lequel s'appuie l'essentiel de cette rubrique ; pour désigner l'amour des garçons (au sens platonicien, « pas nécessairement platonique »), il propose astucieusement la graphie suivante, paidérastie, dans l'intention de lever les ambiguïtés du mot dans sa graphie originale.
De nos jours, un grand nombre de pédérastes à travers le monde s'identifient comme boy-lovers, boylovers ou BL. Ces termes, sinon forgés du moins réactivés par le groupe des poètes uraniens (poètes pédérastes anglais et américains de la fin du XIXe siècle et du premier quart du XXe siècle), doivent cette popularité inattendue au développement du World Wide Web, lieu de rassemblement de toutes sortes de minorités. Or le Web fut d'abord anglophone, et beaucoup de termes anglais ont pu passer tels quels dans les autres langues, sans faire l'objet de traductions. En français, l'histoire de pédérastie et de pédéraste, ainsi sans doute que leurs connotations péjoratives (dues principalement à l'utilisation abondante de l'injure pédé), peuvent en outre expliquer les réticences de maints pédérastes francophones à l'emploi de ces deux termes, ainsi que la promptitude avec laquelle ils ont été si nombreux à faire leurs les mots boy-love et boylovers, vierges de toute histoire à leurs yeux. Même si ces anglicismes traduisent exactement le sens étymologique de pédérastie et de pédéraste, ils présentent néanmoins en pratique l'inconvénient de désigner aujourd'hui aussi bien les pédophiles homosexuels que les pédérastes. Il semblerait en outre que sous l'étiquette boylove la pédophilie soit plus représentée sur le Web que la pédérastie. Or beaucoup de pédérastes ne souhaitent pas, avec raison, être assimilés aux pédophiles, ne serait-ce qu'au vu de l'opprobre qui frappe aujourd'hui ces derniers, mais surtout parce qu'ils sont sensibles à l'exigence réquise de "consentement avec discernement" (ce que Montaigne appelait l' "âge de choix et de connaissance").  Enfin, ces termes d'origine anglaise se voient contestés par les mouvements de protection de l'enfance, pour lesquels pédophilie est incompatible avec l'idée même d'amour (love).